# Cromlech di Almendres
Il Cromlech di Almendres, così chiamato per la forma delle pietre che ricorda quella della mandorla (Almendres in portoghese),  è un cromlech, un complesso megalitico, che si trova nel comune di Nossa Senhora de Guadalupe, distretto di Évora, in Portogallo. È uno dei più antichi cromlech d'Europa.